# Am Sklavenmarkt
Am Sklavenmarkt ist ein österreichischer Erotikfilm aus dem Jahr 1907. Regie führte Johann Schwarzer. Der Film wurde im Rahmen eines Pikanten Herrenabend durch die Firma Saturn-Film veröffentlicht. Er gilt als einer der ersten Erotikfilme Österreichs und hat eine Länge von 50 m.
Das angegebene Bild ist eine Montage; lediglich das oberste ist aus dem Film Am Sklavenmarkt.

## Handlung
Der Film zeigt die erotischen Ereignisse auf einem Sklavenmarkt.